# Elaine Pearson

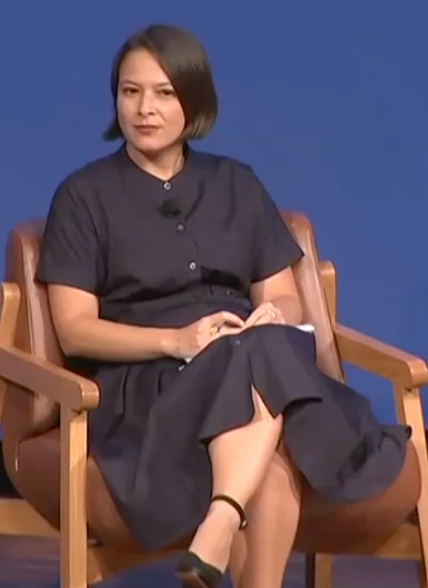

Elaine Pearson (* 1975 in Blacktown in New South Wales, Australien) ist eine Juristin, Menschenrechtlerin und Journalistin. Sie bekleidet das Amt der Direktorin der Australian Human Rights Commission und arbeitet auch als Assistenzdozentin für Recht an der University of New South Wales in Sydney. Elaine Pearson ist auch im Auftrag der UN und weiterer Menschenrechtsorganisationen in Asien und London tätig.

## Frühes Leben
Pearsons Vater, ein Fluglehrer bei Qantas, hatte aus seiner ersten Ehe vier Kinder. Nachdem seine erste Frau verstorben war, heiratete er Elaine Pearsons Mutter, eine Krankenschwester, die aus einer singaporeanisch-chinesischen Familie stammt. Elaine Pearson wuchs in dieser Familie zunächst in der Stadt Blacktown auf, bevor diese 1981 nach Perth zog. Politisiert wurde sie dort anlässlich eines Protests im Jahr 1997 gegen Pauline Hanson, die führende Politikerin der rassistischen One Nation Party. Nach ihrem Studienabschluss hielt sie sich in zahlreichen Ländern im Ausland auf.

## Ausbildung
1999 schloss sie den Bachelor of Laws und Bachelor of Arts an der Murdoch University ab und 2013 den Master in Public Policy an der Princeton University’s Woodrow Wilson School of Public and International Affairs.

## Tätigkeit
In ihrer Aufgabe in der australischen Menschenrechtsorganisation unterrichtet sie regelmäßig Journalisten und Politiker in nationalen und internationalen Menschenrechtsfragen. Sie publiziert in Zeitschriften wie Newsweek, Wall Street Journal, The Guardian und The Australian.
Von 2007 bis 2012 war sie stellvertretende Direktorin der Asia Human Rights Watch in New York. Sie ist auch Mitglied im Vorstand der Global Alliance Against Traffic in Women. 2008 heiratete sie und kehrte im Jahr 2013 nach Australien zurück.